# Adriana Fiorentini
Adriana Fiorentini (Milano, 1º novembre 1926 – Marina di Pisa, 29 febbraio 2016) è stata una fisica e fisiologa italiana a lungo attiva nella ricerca sulla percezione visiva.

## Biografia e carriera
Nata a Milano, ha studiato fino alla scuola superiore nella stessa città, conseguendo la Maturità Classica nel Liceo Classico di Voghera, e si è poi laureata in Fisica nell'Ottobre del 1948 a Firenze, discutendo una tesi su temi di Spettroscopia fisica con il Professor Giorgio Abetti.
Lavorando presso l'Istituto Nazionale di Ottica di Arcetri notò un fenomeno di contrasto che correttamente interpretò come una illusione visiva, e fu in grado di ricollegarla al fenomeno noto come bande di Mach. Questo la portò a spostare il proprio interesse dall’ottica verso la percezione visiva, su stimolo e in collaborazione con il Professor Giuliano Toraldo di Francia. Negli anni trascorsi ad Arcetri (1948-1968) Adriana Fiorentini ha pubblicato numerosi lavori di ottica fisiologica e di percezione. In particolare, di quel periodo, due studi hanno influenzato notevolmente il campo: il primo, introducendo la tecnica detta “subthreshold summation”, ha descritto l’interazione eccitatoria o inibitoria fra due barre luminose in funzione della distanza, quando una delle due barre è sotto soglia per la percezione; questo ha consentito di misurare le interazioni neurali in funzione della distanza tra due stimoli e produrre una delle prime misure del profilo dei campi recettivi nell’uomo. Il secondo, in collaborazione con il Professor Donald MacCrimmon MacKay di Keele, ha dimostrato la correlazione fra un’anomalia percettiva generata da un particolare stimolo e i potenziali visivi evocati dallo stesso stimolo nelle aree occipitali. Numerosi sono i capitoli su libri scientifici che Adriana Fiorentini ha scritto sulla percezione del contrasto e sulla distinzione tra luminosità e chiarezza. Durante questo periodo ha inoltre contribuito alla formazione degli ottici italiani con il testo Occhi e occhiali” utilizzato nei corsi di formazione alla professione.
Nel 1966 iniziò a collaborare con il professor Lamberto Maffei, anche per l’incoraggiamento del professor Giuseppe Moruzzi, e si spostò definitivamente a Pisa nel 1968, prima come assistente universitario e poi come ricercatore presso il CNR. Lavorando insieme, Lamberto Maffei e Adriana Fiorentini usarono un metodo che consisteva nel porre le stesse domande alla percezione dell’uomo e alle singole cellule visive dell’animale, puntando a interpretare, fin dove era possibile, la percezione visiva in termini di proprietà dei neuroni. Questo approccio innovativo, ha prodotto numerosi lavori tra cui The visual cortex as a spatial frequency analyzer”  e The unresponsive regions of the visual cortical receptive fields". In quest'ultimo lavoro, i due autori hanno individuato l’esistenza di interazioni fra neuroni situati in zone diverse della corteccia visiva, anticipando la scoperta delle “connessioni orizzontali”, che consentono l’integrazione di informazioni provenienti da punti diversi del campo visivo e consentono i cosiddetti effetti di contesto, ovvero il cambiamento della percezione di uno stimolo a seconda del contesto visivo in cui è inserito.
Un altro campo di indagine di Adriana Fiorentini è stato lo studio, con i potenziali evocati visivi, dello sviluppo della funzione visiva nell’uomo e nell’animale, producendo ad esempio la prima misura dello sviluppo della curva di sensibilità al contrasto nel bambino. Con la stessa tecnica numerosi studi hanno consentito di valutare, anche in soggetti non collaboranti come bambini piccoli, l’integrità della visione monoculare e binoculare, anche ai fini di una correzione precoce dei difetti visivi.
Nel 1978 Adriana Fiorentini fece un’osservazione inaspettata. Lavorando su un compito di discriminazione di due semplici stimoli visivi, due reticoli formati dall’alternanza di righe chiare e scure di orientamento verticale e, dopo numerose prove di discriminazione, la sua prestazione era molto buona e costante. Tuttavia, quando per un controllo ruotò l’orientamento dei reticoli da verticale a orizzontale, la sua prestazione risultò improvvisamente molto bassa: non riusciva più a discriminare i due stimoli che prima discriminava perfettamente. Ella interpretò immediatamente questo calo di prestazione come il risultato di un mancato trasferimento delle capacità apprese nella pratica di discriminare reticoli verticali alla situazione in cui i reticoli erano orizzontali. E infatti, con la pratica nella discriminazione dei reticoli orizzontali, la prestazione migliorò progressivamente fino a raggiungere quella ottenuta con i reticoli verticali. La stessa cosa si verificava se veniva cambiata la larghezza delle barre. Adriana Fiorentini comprese che si trattava quindi di un fenomeno di apprendimento percettivo (un miglioramento delle capacità dell’organismo di estrarre informazione dall’ambiente come risultato della pratica) che mostrava sorprendenti selettività per le caratteristiche fisiche dell’oggetto su cui si esercitava la pratica. Questo consentiva di collocare i cambiamenti neurali indotti dalla pratica in aree visive in cui le cellule mostravano selettività per l’orientamento degli stimoli visivi, ovvero in aree visive quali a corteccia visiva primaria. All’epoca, i fenomeni di apprendimento e memoria venivano legati al funzionamento di aree cerebrali “superiori”, e la funzione della corteccia visiva primaria era associata esclusivamente alla percezione. Che invece in questa area potessero avvenire fenomeni di plasticità legati ad un apprendimento percettivo fu una scoperta di grandissima importanza.
Con Lamberto Maffei, Adriana Fiorentini ha scritto il libro Arte e cervello, sulla natura della percezione visiva e sul linguaggio visivo, che ha avuto grande successo e ha ricevuto numerosi premi.
Nel corso degli anni, ha contribuito alla costruzione di una comunità di ricerca sulla percezione visiva in Europa, contribuendo alla organizzazione dei primi convegni della European Conference on Visual Perception (ECVP) ed organizzandone lei stessa due.